# Ignaz von Beecke
Ignaz von Beecke   (Bad Wimpfen, 28 d'octubre de 1733 - Wallerstein, 2 de gener de 1803) va ser un compositor i pianista alemany.

## Biografia
No se sap res de la formació musical; Per tant, es pot suposar que va adquirir els seus coneixements i habilitats en aquest àmbit de manera autodidacta.
A la dècada de 1850 va servir inicialment com a oficial. El 1759 va arribar a la cort de Wallerstein com a ajudant del príncep hereditari Kraft Ernst von Oettingen-Wallerstein. També va celebrar aquí els seus primers èxits com a pianista i també va escriure les seves primeres composicions durant aquest temps. El 1763 esdevingué director de la música de cort d'aquí. Va ocupar aquest càrrec fins a la seva mort. Com a director de l'orquestra de la cort, la va ajudar a guanyar una gran reputació. El director de banda Antonio Rosetti i nombrosos virtuosos com Joseph Fiala i Joseph Reicha van treballar sota la seva direcció. Entre 1766 i 1772 va viatjar diverses vegades a París, on va tenir contactes amb Christoph Willibald Gluck, i també va rebre el privilegi reial de fer-hi imprimir les seves obres. Per recomanació de Johann Adolph Hasse, es va establir a Viena, on va tenir almenys una actuació conjunta amb Wolfgang Amadeus Mozart, a qui ja havia conegut a París el 1766. La seva òpera Claudine von Villa Bella (1780), composta per a la "Deutsche Compagnie" al Burgtheater, no va tenir èxit. Ignaz von Beecke va ser convidat de Frederic el Gran a Berlín l'any 1791 i es va quedar diverses vegades a la cort dels prínceps de Thurn i Taxis a Ratisbona. També va treballar temporalment per al príncep Ludwig Carl Franz Philipp Leopold de Hohenlohe-Waldenburg-Bartenstein.
Christian Friedrich Daniel Schubart li va dedicar les seves "Rapsodies musicals" el 1786. Es tracta principalment d'obres per a piano, simfonies, obres musicals, música de cambra, cançons, música sacra, així com òperes i pastorals. Tanmateix, la seva extensa obra ha quedat gairebé completament oblidada.

## Obres (selecció)
Obres escèniques

- Roland. Òpera. Llibret: ?. UA 1770(?)
- Claudine von Villa Bella. Juga amb el cant en un acte Llibret: Johann Wolfgang von Goethe. Estrena el 13 de juny de 1780 a Viena (Burgtheater)
- Die Jubelhochzeit. Òpera còmica en 3 actes. Llibret: Christian Felix Weiße. Estrena el 9 de juny de 1782 a Mannheim
- Die Weinlese. Singspiel en 2 actes. Llibret: Joachim Perinet(?). UA 10 de desembre de 1782 Mannheim
- List gegen List (Die Glocke). Singspiel. Llibret: Paur(?). UA cap al 1785 Viena (Burgtheater)
- Das Herz behält seine Rechte. Llibret: ?. UA 1790 Mainz
- Die zerstörte Hirtenfeier. Pastoral. Llibret: Paur? Spaun? UA 1790 Aschaffenburg (teatre de la cort)
- Nina. Singspiel. Llibret: Paur. UA 1790 Aschaffenburg (teatre de la cort)

Música instrumental

- 33 simfonies
- 1 Concert Simfonia
- Diversos concerts per a piano (alguns perduts)
- Quintet en la menor per a piano i quartet de corda
- 17 quartets de corda
- 6 quartets per a flauta i trio de corda
- nombroses obres per a piano